# Leptataspis patagiata
Leptataspis patagiata är en insektsart som beskrevs av Victor Lallemand 1927. Leptataspis patagiata ingår i släktet Leptataspis och familjen spottstritar. Inga underarter finns listade i Catalogue of Life.